# Convenția de la Mantova
Convenția de la Mantua a fost un acord semnat de Eugène de Beauharnais și Heinrich Graf von Bellegarde la 24 aprilie 1814, care a readus teritoriile Regatului Napoleonian al Italiei sub dominația provizorie austriacă .
Napoleon s-a autoproclamat rege al Italiei la 17 martie 1805 și a fost încoronat cu Coroana de Fier a Lombardiei la Milano la 26 mai 1805. La 5 iunie 1805, l-a numit vicerege pe fiul său vitreg, Eugène de Beauharnais, iar mai târziu moștenitorul său prezumtiv al coroanei italiene.
După ce a fost învins de cea de a  Șasea Coaliție în 1813-1814, Napoleon a abdicat în favoarea fiului său, regele Romei, la 6 aprilie 1814. La 11 aprilie, a semnat Tratatul de la Fontainebleau, în baza căruia a abdicat din nou, necondiționat, și a fost exilat pe Elba. Eugène s-a trezit înconjurat de forțe ostile, principala forță austriacă avansând dinspre est, britanicii, sicilienii și alți austrieci atacând dinspre Genova, iar forțele din Regatul de Neapole comandate de regele acestuia, Joachim Murat, avansând dinspre sud. Acordul Schiarino-Rizzino a fost convenit la 16 aprilie în afara orașului Mantova, ceea ce i-a permis lui Eugène să păstreze controlul asupra teritoriului său. Acesta a încercat să fie încoronat ca noul rege al Italiei, dar a întâmpinat opoziția Senatului regatului, iar o insurecție la Milano, la 20 aprilie, a pus capăt speranțelor sale de a prelua coroana italiană.
Eugène a semnat Convenția de la Mantova pe 24 aprilie, permițând comandantului austriac Bellegarde să traverseze râul Mincio și să ocupe orașul Milano, iar nordul Italiei a revenit sub stăpânirea austriacă la 27 aprilie. Eugène s-a retras la München, capitala socrului său, Maximilian I Iosif de Bavaria.
Controlul austriac asupra Lombardiei și Veneției a fost confirmat de Congresul de la Viena, iar teritoriile au fost unite sub numele de Regatul Lombardia-Veneția la 7 aprilie 1815. Statele Papale au fost restituite Papei.